# Guðmundur Einarsson
Guðmundur Einarsson, född 1895, död 23 maj 1963, var en isländsk målare, skulptör, fotograf och keramiker.
Guðmundur Einarsson har som målare främst avbildat det isländska landskapet och grundade 1930 den första keramiska verkstaden på Island. Han har utfört flera offentliga utsmyckningar i Reykjavik.

### Fotnoter
1. 1 2  RKDartists, RKDartists-ID: 271774, läst: 23 augusti 2017.[källa från Wikidata]
2. 1 2  RKDartists, RKDartists-ID: 271774, läst: 18 november 2021.[källa från Wikidata]